# Hästspårvägen i Ljunghusen

Hästspårvägen i Ljunghusen var en kort privat hästspårväg på Falsterbonäset, som anlades 1905.
Hästspårvägen i Ljunghusen var en av tre säsongmässigt drivna privata hästspårvagnar, som anlades i Sverige omkring sekelskiftet 1900. Den första var hästspårvägen Ramlösa Brunn–Ramlösa Bad, som anlades av Ramlösa brunnsbolag och som drevs 1877–1890 för gästerna på Ramlösa hälsobrunn. Den andra var en bana i Limhamn för badgäster som gick mellan Limhamns station och stranden 1900–1914. Den tredje i Ljunghusen var en affär för sommarstuguägare på Falsterbonäset för egen räkning.  
Spårvägen anlades efter det att järnvägslinjen Vellinge–Skanör–Falsterbo 1904 hade öppnats för trafik och antalet sommarvillor i Ljunghusen och trakten omkring ökat. Det samma år bildade AB Ljungskogens Strandbad lät anlägga en hästspårväg med 891 millimeters spårvidd Ljunghusens järnvägsstation och den södra stranden i Storvägen, med förgrening österut och västerut vid Ljungskogens strand.  
Vagnarna inköptes från J.C. Petersens Gjuteri och Mek. Verkstad i Trelleborg. Det var två personvagnar och en godsvagn. Personvagnarna hade plats för tio personer på bänkar placerade i längdled med ryggarna mot varandra. Ett tältdukstak kunde sättas uppför att skydda mot regn och solvärme. Godsvagnen var en öppen flakvagn.
Sommarstugeägarna betalade en årlig avgift för att utnyttja spårvägen, som fraktade både passagerare och gods till och från järnvägsstationen, inklusive beställda dagligvaror från diversehandeln. 
Hästspårvägen drevs till 1924, då den hade spelat ut sin roll. En rest av banvallen har funnits kvar i form av en gångstig som går från Storvägen till spårvägens sydvästra ändpunkt i närheten av Fricksvägen.